# Darkwood Dub
Darkwood Dub ist eine 1988 in Belgrad gegründete Electronica-Gruppe, die in der Ursprungsbesetzung Dejan Vučetić, den Frontsänger und Texter, den Gitarristen Vladimir „Vlidi“ Jerić und Milorad „Miki“ Ristić als Bassisten umfasste. Der Gitarrist Bojan „Bambi“ Drobac and Lav Bratuša an der Perkussion stießen zu Beginn der 1990er zur Gruppe.
Darkwood Dubs Musik ist durch weiche Basslinien, einem Mix aus Schlagzeug und elektronischen Drumcomputern und hervorstechenden Synthesizern gekennzeichnet.
In ihrer Anfangszeit experimentierten Darkwood Dub mit Reggae-Beats, aber in der Folge wandten sie sich mehr und mehr einer markanten Melange aus Trip-Hop und Rock zu. Durchgängig sind die intensiven Texte Markenzeichen der Band.
1996 wurden sie von der Musikpresse in Serbien-Montenegro fast einstimmig zur besten jugoslawischen Musikgruppe gewählt.  Die von Radio B92 verlegte und geförderte Gruppe war 2000 eine der wichtigsten musikalischen Unterstützer Otpors und des Umsturz des Milošević-Regimes. Heute sind sie die bedeutendste Indie-Band Serbiens mit einer großen Anhängerschaft in der jugoslawischen Diaspora.

## Diskografie
Alben
- 1993: Paramparčad (Splinters)
- 1996: U nedogled (Endlessly)
- 1997: Trainspotting (music for the theatre show)
- 2000: Elektropionir
- 2002: Život počinje u 30-toj (Life Begins at 30)
- 2004: O danima (About the Days)
- 2008: Jedinstvo
- 2011: Vidimo se